# Jef Valkeniers
Jozef Maria Zacharias (dit Jef) Valkeniers, né le 29 décembre 1932 à Schepdael, est un médecin-neuropsychiatre et un homme politique belge flamand.

## Biographie
Valkeniers est parlementaire de 1974 à 2003. En 1988, il est brièvement secrétaire d'État, adjoint au ministre de la région bruxelloise. 
Finalement, il est aussi bourgmestre de Schepdael et Dilbeek. 
Sa carrière politique se joue en majeure partie dans la Volksunie, mais estimant sa politique trop gauchisante, il passa en 1993 à l'OpenVLD.
Valkeniers a un faible pour l'Afrique du Sud ancienne et milite dans un nombre d'organisations pro-afrikaner, telles Protea, dont il est un des fondateurs. Valkeniers croyait en la fin de l'apartheid par le dialogue.
Son cousin, Bruno Valkeniers, décrit par Valkeniers dans Het Nieuwsblad comme le « mouton noir de la famille », devint en juin 2006 membre, puis président du Vlaams Belang.

## Carrière politique
- 1971 - 1976 : bourgmestre de Schepdael
- 1974 - 1985 : député belge
- 1985 - 1995 : sénateur belge
- 1988 : secrétaire d'État belge à la région bruxelloise
- 1995 - 2003 : député fédéral belge
- 1982 - 1988 : bourgmestre de Dilbeek

## Distinctions
- Belgique: Chevalier de la Ordre de la Couronne (1971).
- Afrique du Sud: Sieradres de Franschhoek (1999).
- Belgique: Grand Cordon  de la Ordre de Léopold (2000).
- Autriche: Ordre du Mérite de la République d'Autriche (2000).
- République de Chine: Grande Médaille de la diplomatie de Taiwan (2003).
- Belgique: Citoyen d'honneur de Affligem.
- Belgique: Mairie d'honneur de Dilbeek (2003).